# Beechcraft Queen Air
Beechcraft Queen Air — американский лёгкий двухмоторный самолёт компании Beechcraft.

## История

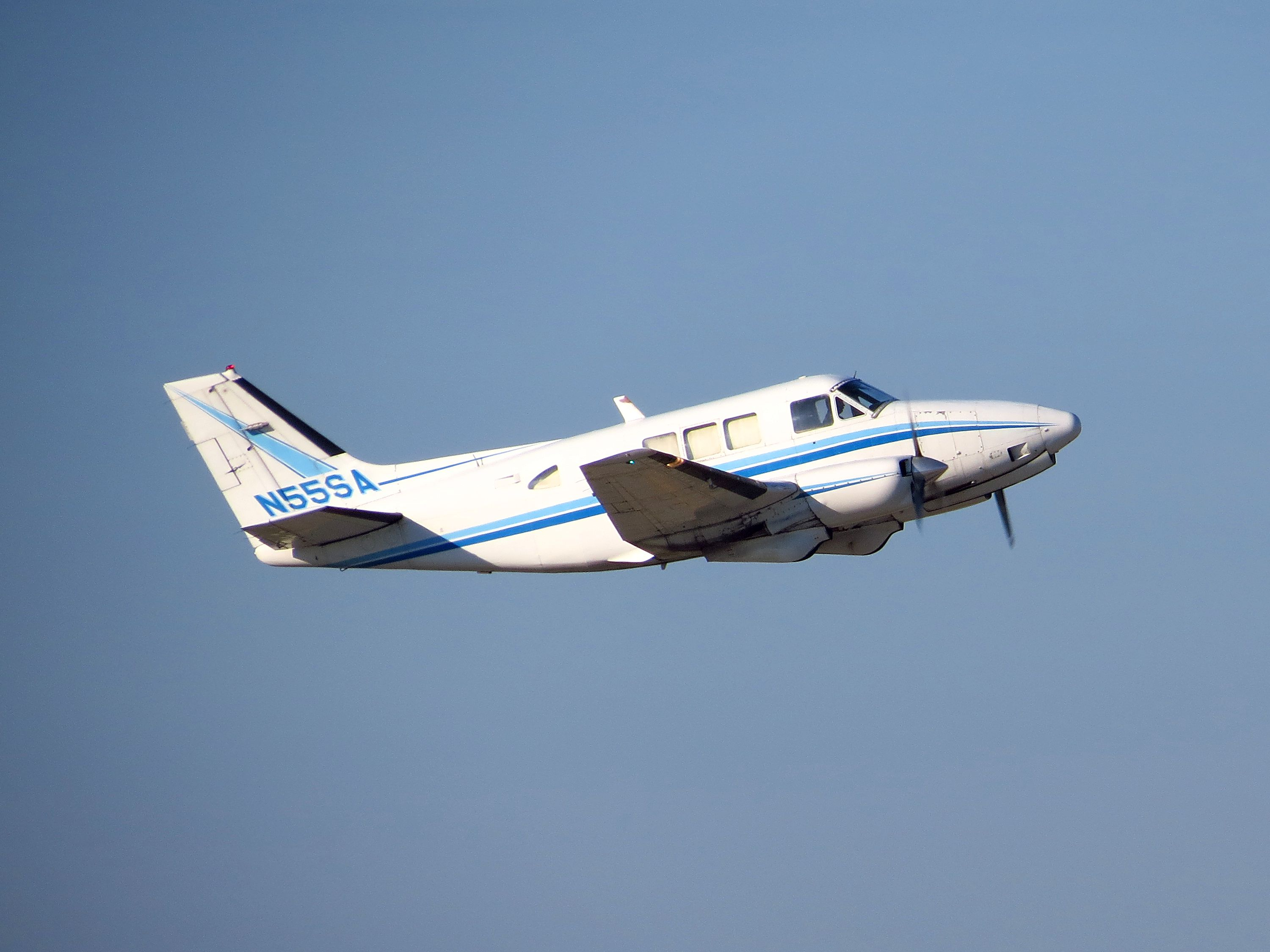
Beech 65-A80

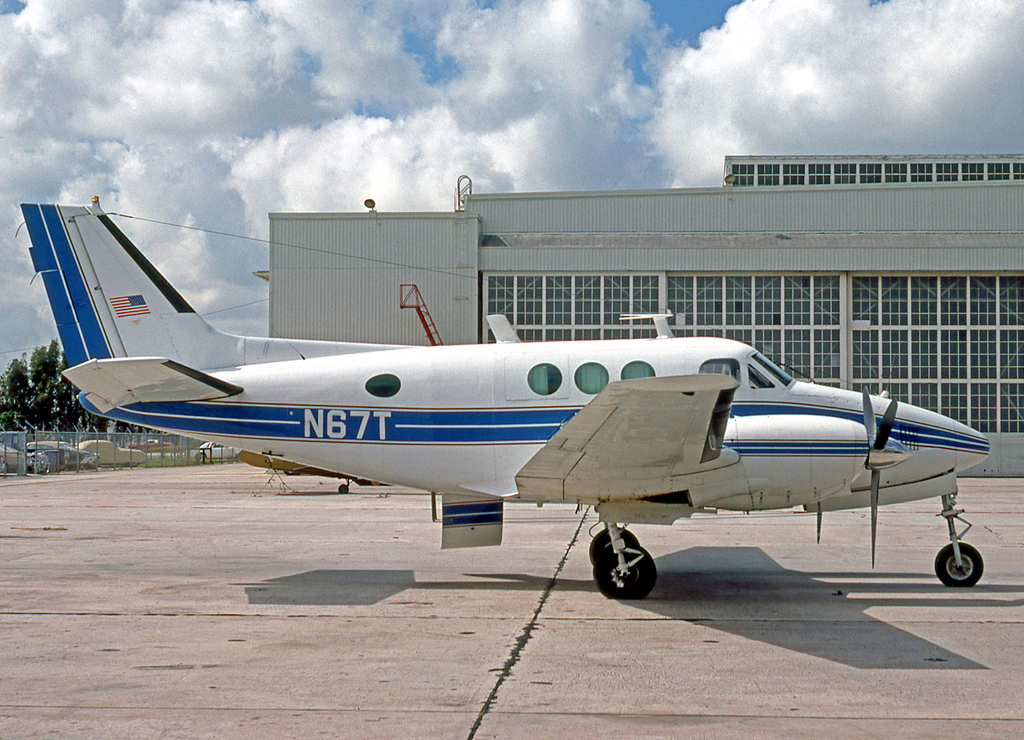
Герметичная модель 88 Queen Air 1966 года постройки с круглыми иллюминаторами фюзеляжа.

Дочерняя компания Beechcraft Twin Bonanza решила разработать самолёт с более вместительным салоном и новым хвостовым оперением. Проект получил название Beech 65. В начале разработки армия США заказала 68 самолётов под обозначением L-23F. Опытный образец Beech 65 впервые поднялся в воздух 28 августа 1958 года.
Производился с 1960 по 1978 год. Этот самолёт послужил основой для очень успешной серии турбовинтовых самолётов King Air. Используют как частный самолёт, служебный самолёт или небольшой пригородный авиалайнер.

## Конструкция
Queen Air — двухмоторный 9-местный низкоплан, с убирающимся шасси. Первоначально он был оснащён двумя шестицилиндровыми двигателями Lycoming IGSO-480 мощностью 340 л. с. с горизонтально расположенными поршнями.
Модель 65 получила сертификат Федерального авиационного управления 4 февраля 1959 года, и вскоре после этого были осуществлены первые поставки заказчикам. 8 февраля 1960 года самолёт Queen Air установил новый рекорд высоты — 10625 метра.
Базовая модель 65 производилась до 1967 года, когда была представлена улучшенная модель A65 со стреловидным, а не вертикальным оперением. Производство продолжалось и с другими вариантами, включающими наддувные и турбовинтовые двигатели.

## Модификации
Всего было произведено 7 модификации данного самолёта: 65, A65, 70, 80, A80, B80, 88.

## Технические характеристики

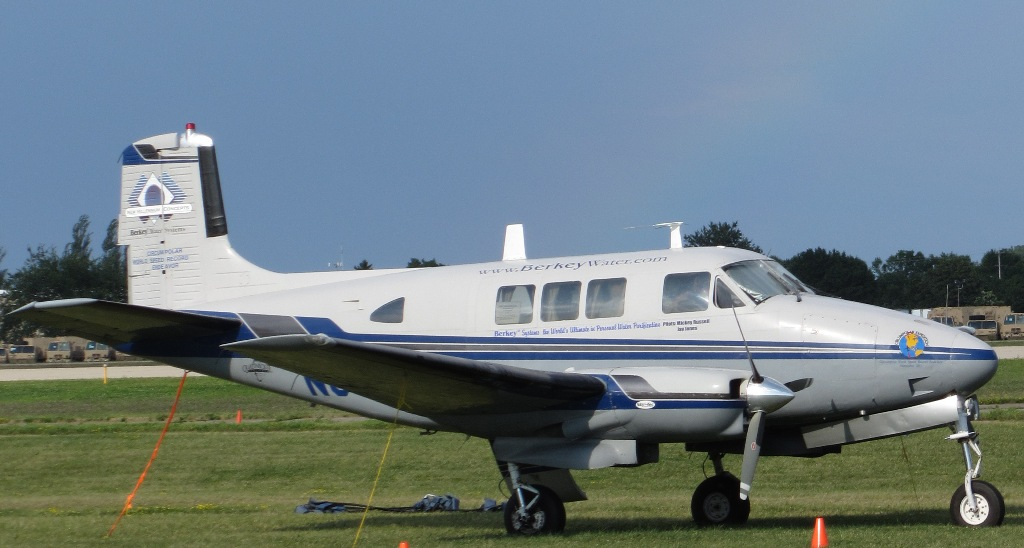
Модификация Queen Air 65 Excalibur

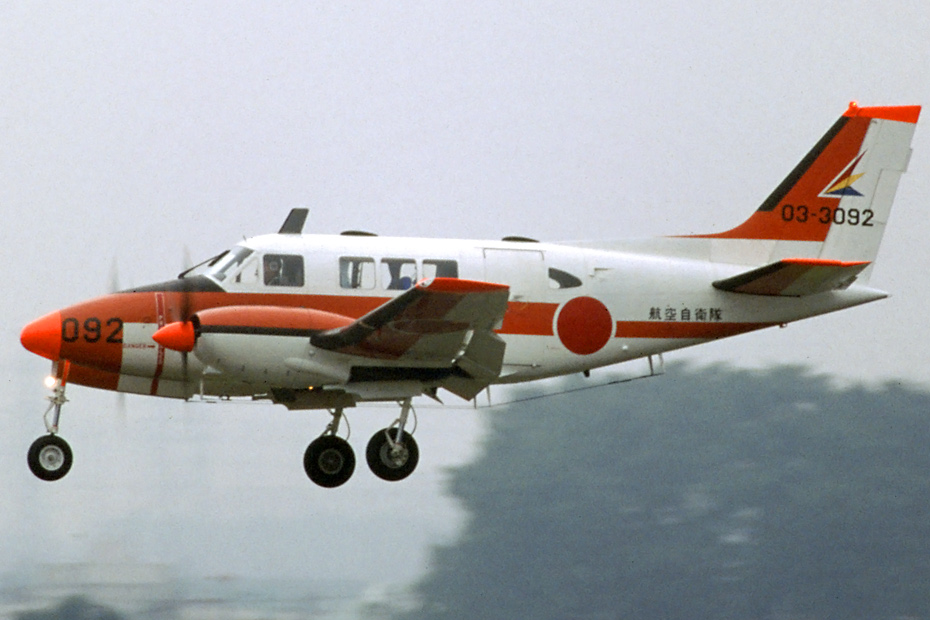
B-65. Силы самообороны Японии. 1994 год

Данные из журнала Jane’s All The World’s Aircraft  1976-77.

### Общие характеристики
- Экипаж: 1-2 человека
- Вместимость: 4-9 пассажиров
- Длина: 10,82 м
- Размах крыла: 15,32 м
- Высота: 4,331 м
- Площадь крыла: 27,30 м²
- Пустой вес: 2394 кг
- Максимальный взлётный вес: 3992 кг
- Ёмкость топливного бака: 810 литров нормальная, 1000 литров с дополнительными баками
- Двигатель: 2 × Lycoming IGSO-540 A1D с наддувом и воздушным охлаждением плоских 6-цилиндровых двигателей, мощностью 380 л. с. (280 кВт) каждый
- Винты: 3-лопастные Hartzell постоянной скорости

### Лётные характеристики
- Максимальная скорость: 398 км/ч
- Крейсерская скорость: 294 км/ч
- Дальность: 2439 км
- Практический потолок: 8200 м